# Manuel Filibert de Savoia
Manuel Filibert de Savoia, anomenat el Cap de Ferro (Chambéry, Savoia, 8 de juliol de 1528 - Torí, 30 d'agost de 1580) fou el duc de Savoia entre 1553 i 1580.

## Família

Escut d'armes de Manuel Filibert de Savoia

Fou sent l'únic fill supervivent del duc Carles III de Savoia i Beatriu de Portugal. Fou net per línia masculina del també duc Felip II de Savoia i Claudina de Brosse i per línia femenina del rei Manuel I de Portugal i Maria d'Aragó. Es casà el 10 de juliol de 1559 a la Catedral de Notre-Dame de París amb Margarida de Valois, filla del rei Francesc I de França i Clàudia de França. D'aquesta unió nasqué un fill: Carles Manuel I de Savoia (1562-1630) que fou duc de Savoia.

## Governador dels Països Baixos
El seu pare, ferm aliat de Carles V del Sacre Imperi Romanogermànic, amb el qual l'unia vincles familiars, va fer participar Manuel Filibert en els exèrcits imperials en la seva lluita contra el rei Francesc I de França, distingint-se en la presa de Hesdin el juliol de 1553.
A la mort del seu pare, ocorreguda l'agost del mateix any, es convertí en duc de Savoia, tot i que la major part dels dominis hereditaris de la seva família es trobaven sota dominis francesos des de l'any 1536. Aliat, malgrat l'ocupació francesa, de Carles V, posteriorment fou nomenat per part del fill d'aquest, Felip II de Castella, governador dels Països Baixos entre 1555 i 1559. En l'exercici del seu càrrec va encapçalar la invasió del nord del Regne de França i va donar la victòria a Felip II en la batalla de Saint-Quentin l'agost de 1557, moment en el qual va ser pretendent de la futura reina Elisabet I d'Anglaterra durant el mandat de Maria Tudor.

## Recuperació del Ducat
Gràcies a la Pau de Cateau-Cambrésis (1559) entre el Regne de França i l'Imperi Espanyol, el ducat de Savoia va ser restaurat a Manuel Filibert, establint segons aquest acord el seu casament amb Margarida de Valois, germana d'Enric II de França.
Manuel Filibert va passar el seu govern tractant de recuperar els seus dominis en constants guerres contra França, sabent treure partit de diverses circumstàncies favorables per a lentament anar guanyant terreny a francesos i espanyols, incloent en el seu botí la preuada ciutat de Torí. Va traslladar, el 1562, la capital del ducat des de Chambéry a Torí i va substituir el llatí com a llengua oficial de la seva administració per l'italià. Així mateix intentà recuperar el marquesat de Saluzzo quan va morir el 1580.